# (11974) Yasuhidefujita
(11974) Yasuhidefujita est un astéroïde de la ceinture principale.

## Description
(11974) Yasuhidefujita est un astéroïde de la ceinture principale. Il fut découvert le 24 décembre 1994 à Ōizumi par Takao Kobayashi. Il présente une orbite caractérisée par un demi-grand axe de 3,11 UA, une excentricité de 0,21 et une inclinaison de 2,4° par rapport à l'écliptique.

## Compléments